# Роум (Пенсільванія)
Роум (англ. Rome) — місто (англ. borough) в США, в окрузі Бредфорд штату Пенсільванія. Населення — 384 особи (2020).

## Географія
Роум розташований за координатами 41°51′29″ пн. ш. 76°20′28″ зх. д. / 41.85806° пн. ш. 76.34111° зх. д. (41.857981, -76.341101).  За даними Бюро перепису населення США в 2010 році місто мало площу 1,37 км², з яких 1,35 км² — суходіл та 0,02 км² — водойми.

## Демографія
Згідно з переписом 2010 року, у селищі мешкала 441 особа в 172 домогосподарствах у складі 124 родин. Густота населення становила 323 особи/км².  Було 189 помешкань (138/км²).
Расовий склад населення:
| - 98,9 % — білих - 0,2 % — азіатів |

До двох чи більше рас належало 0,9 %. Частка іспаномовних становила 0,0 % від усіх жителів.
За віковим діапазоном населення розподілялося таким чином: 25,9 % — особи молодші 18 років, 61,4 % — особи у віці 18—64 років, 12,7 % — особи у віці 65 років та старші. Медіана віку мешканця становила 34,6 року. На 100 осіб жіночої статі у селищі припадало 96,9 чоловіків;  на 100 жінок у віці від 18 років та старших — 94,6 чоловіків також старших 18 років.
Середній дохід на одне домашнє господарство  становив 53 569 доларів США (медіана — 45 625), а середній дохід на одну сім'ю — 66 904 долари (медіана — 60 250). Медіана доходів становила 46 339 доларів для чоловіків та 30 417 доларів для жінок. За межею бідності перебувало 19,7 % осіб, у тому числі 17,0 % дітей у віці до 18 років та 6,8 % осіб у віці 65 років та старших.
Цивільне працевлаштоване населення становило 148 осіб. Основні галузі зайнятості: виробництво — 26,4 %, освіта, охорона здоров'я та соціальна допомога — 17,6 %, транспорт — 13,5 %, роздрібна торгівля — 12,8 %.